# Metagoldeus simplicipenis
Metagoldeus simplicipenis är en insektsart som beskrevs av Adolf Remane och Asche 1980. Metagoldeus simplicipenis ingår i släktet Metagoldeus och familjen dvärgstritar. Inga underarter finns listade i Catalogue of Life.